# Infini (symbole)
Cette page contient des caractères spéciaux ou non latins. S’ils s’affichent mal (▯, ?, etc.), consultez la page d’aide Unicode.
Pour les articles homonymes, voir Infini (homonymie).
Pour la sculpture en France, voir Signe infini.
« ∞ » ou (U+221E, \infty {\displaystyle \infty } en LaTeX) est le symbole représentant l'infini. Il a été inventé par le mathématicien John Wallis en 1655 dans De sectionibus conicis (littéralement :  des sections coniques), donc antérieurement à Jacques Bernoulli (qui est né en 1654).
Néanmoins, sa forme est similaire à la lemniscate de Bernoulli et à certaines configurations du ruban de Möbius. Une lemniscate est une courbe plane ayant la forme d'un 8, le terme vient du grec ancien λημνισκος par le latin lemniscus qui signifie justement ruban.
Selon la police d'écriture et la fonte de caractères, ce symbole peut comporter des pleins et des déliés ou non, modifiant ainsi sa symétrie.

Symbole utilisé par Euler pour désigner l'infini.

Une variante non fermée du symbole, plus du tout usitée dans la typographie, a été couramment utilisée au XVIIIe siècle, en particulier par Leonhard Euler, qui l'appelle absolutus infinitus, par opposition à d'autres quantités infinies qu'il construit à partir de ce « nombre infini absolu » (comme son logarithme). 
Le symbole de proportionnalité ∝ est également assez similaire.

## Usage dans les notices biographiques
On emploie parfois le signe de l'infini dans les notices biographiques comme symbole du mariage. Accolé à une date, il indique celle de la cérémonie.